# Löwenschloss (Gdańsk)
Le Löwenschloss est une maison bourgeoise Renaissance à Gdańsk au 35 Langgasse.

## Histoire
La maison a été conçue par Hans Kramer (de) (maître d'œuvre) et construite en 1569. La maison a reçu le nom des sculptures de lion dans la porte principale maniériste de la maison. Le Löwenschloss appartenait à la famille Schwartzwald et était un lieu de rencontre pour les artistes et les universitaires de Gdansk. En 1636, le roi de Pologne, Ladisłas IV Vasa, s'est rendu dans le château du lion. La maison a l'un des plus beaux parquets de Gdańsk.
La maison est actuellement le siège du Centre culturel russe.

## Littérature
- Maria Bogucka : Das alten Danzig, Koehler et Amelang, Leipzig 1987  (ISBN 3-7338-0033-8) .